# Neauphle-le-Vieux
Neauphle-le-Vieux este o comună franceză situată în departamentul Yvelines, în regiunea Île-de-France.

## Geografie

### Localizare
Comuna Neauphle-le-Vieux este situată în centrul departamentului Yvelines, la aproximativ douăzeci de kilometri vest de Versailles, reședința departamentului, și la aproximativ douăzeci de kilometri nord de subprefectura Rambouillet.
Comuna se află în câmpia Montfort-l'Amaury, o mică regiune naturală modelată de râul Mauldre și afluenții săi, care extinde spre vest câmpia Versailles. Aceasta marchează începutul cursului inferior al râului Mauldre.

### Comune limitrofe
|      | Beynes                                                       |                         |
| Vicq |                                                              | Villiers-Saint-Frédéric |
| Méré | Le Tremblay-sur-Mauldre Bazoches-sur-Guyonne Mareil-le-Guyon | Jouars-Pontchartrain    |

### Hidrografie
Comuna Neauphle-le-Vieux se află în valea râului Mauldre, pe malul stâng al acestuia, la confluența râului cu cei doi afluenți principali de pe malul stâng, Guyonne și Lieutel, situată în nord-estul câmpiei Montfort-l'Amaury.
Comuna Neauphle-le-Vieux este una dintre cele douăsprezece comune incluse în planul de prevenire a riscurilor de inundație (PPRI) al bazinului râului Mauldre. Râul Mauldre și afluenții săi sunt susceptibili la viituri rapide, de tip torențial.

## Rețeaua rutieră
Comunicarea este asigurată prin mai multe drumuri departamentale: RD 11, RD 42 și RD 34, care se intersectează în centrul comunei, precum și RD 912, care traversează partea de sud a comunei. De asemenea, drumul național RN 12 străbate teritoriul comunei în partea de sud-vest.

## Transport feroviar
Linia Saint-Cyr - Surdon traversează teritoriul comunei. Cea mai apropiată gară este gara Villiers - Neauphle - Pontchartrain, situată la 1,3 km de comună.

### Climă
În 2010, clima comunei era de tip oceanic al câmpiilor din Centru și de Nord, conform unui studiu a CNRS care se baza pe o serie de date care acoperă perioada 1971-2000. În 2020, Météo-France a publicat o tipologie a climei din Franța metropolitană în care comuna este expusă la un climat oceanic și se încadrează în regiunea climatică sud-vestică a bazinului parizian, caracterizată prin precipitații scăzute, în special în primăvară (120 până la 150 mm) și o iarnă rece (3,5 °C).
Pentru perioada 1971-2000, temperatura medie anuală este de 10,8 °C, cu o amplitudine termică anuală de 14,5 °C. Cantitatea medie anuală de precipitații este de 660 mm, cu 10,4 zile de precipitații în ianuarie și 7,8 zile în iulie. Pentru perioada 1991-2020, temperatura medie anuală observată la stația meteorologică cea mai apropiată, situată în comuna Maule la 11 km distanță în linie dreaptă, este de 11,8 °C, iar cantitatea medie anuală de precipitații este de 677,0 mm.
Pentru viitor, parametrii climatici estimati pentru comună, pentru anul 2050, conform diferitelor scenarii de emisii de gaze cu efect de seră, pot fi consultati pe un site dedicat publicat de Météo-France în noiembrie 2022.

## Urbanism

### Tipologie
La 1 ianuarie 2024, Neauphle-le-Vieux este clasificată ca zonă periurbană, conform noii grile comunale de densitate cu șapte niveluri definită de INSEE (Institutul Național de Statistică și Studii Economice) în 2022. Aceasta aparține unității urbane a Parisului, o aglomerație inter-departamentală care cuprinde 407 comune, dintre care face parte ca o comună din suburbii. În plus, comuna face parte din aria metropolitană a Parisului, fiind una dintre comunele de la periferie, această zonă reunind 1.929 de comune.

### Utilizarea terenului
Teritoriul comunei era compus, în 2017, din 89,27 % spații agricole, forestiere și naturale, 2,97 % spații deschise artificializate și 7,76 % spații construite artificializate.

## Toponimie
Numele localității este atestat sub următoarele forme: Nielfa în anul 990; Nielfa în 1077; Nealpha Veteres în secolul al XIII-lea; Nealpha Vetus, Neapha Vetus, Neaufla Vetus în 1351; Neaufle l'Evieux.
Numele Neauphle provine dintr-un compus germanic care înseamnă „templu nou”. Determinantul suplimentar Le-Vieux (latinizat în Vetus sau Veteres) apare încă din Evul Mediu.
Grafia cu influență elenizantă, cu ph, permite distingerea localităților Neauphle-le-Château și Neauphle-le-Vieux din Île-de-France de Neaufle din departamentul vecin Eure.
Omofonie cu numeroasele Neauphle, Neaufles, Neauphe, Neaufle și Niafles, comune în nordul Franței, ceea ce sugerează o origine mai precisă din vechiul francic inferior.

## Istorie

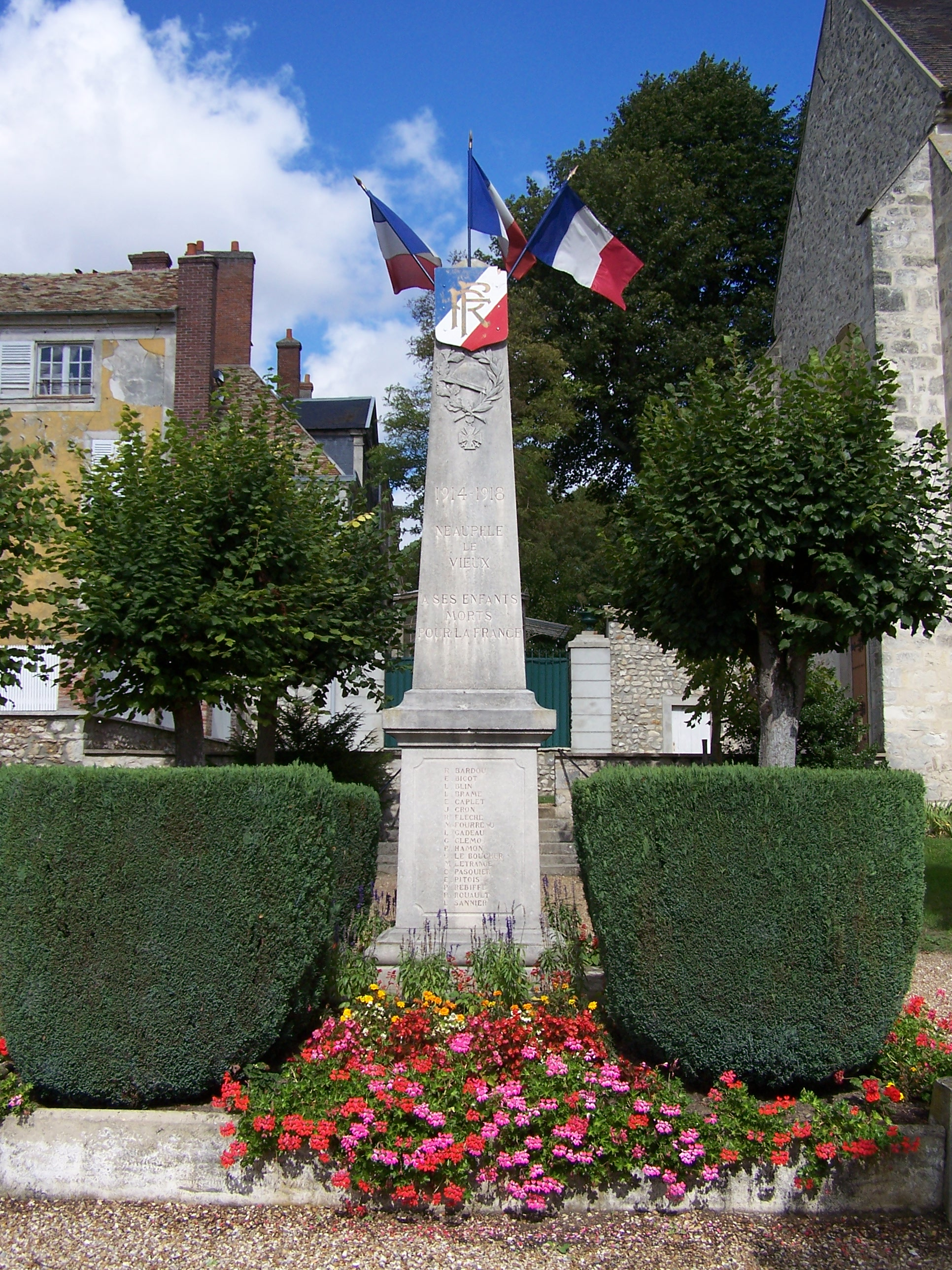
Monumentul eroilor.

Săpăturile arheologice efectuate de INRAP între decembrie 2007 și aprilie 2008, în domeniul Ardillière, atestă prezența umană pe acest sit încă din perioada Neoliticului și, ulterior, o ocupare în epoca galică, evidențiată prin descoperirea unei ferme.
În secolul al VIII-lea, Neauphle a fost un priorat al abației Saint-Liphard din Meung-sur-Loire, așa cum menționează o carte emisă de Hugues Capet în anul 990. Această abație, aflată în declin, și-a pierdut prioratele atunci când a devenit o colegială la sfârșitul secolului al XI-lea.
Ulterior, în anul 1078, Filip I a fondat abația Saint-Pierre din Neauphle-le-Vieux.
În anul 1174, abația deținea bisericile din Cressay și Saint-Aubin (Neauphle-le-Vieux), Auteuil, Goupillières, Bazemont, Jouars, Maurepas, Saulx-Marchais, Villennes, Médan, Flacourt, dreptul de utilizare a pădurii Yveline, terenul de la Pontel, morile Toussac, Bicherel, Robert pe râul Mauldre și afluenții săi, terenuri în Neauphle-le-Vieux, Boissy-sans-Avoir, Jumeauville, terenuri în Crespières, vii la Villennes, Médan și Méré.
În secolele al XIII-lea și al XIV-lea, donațiile au venit din abundență în favoarea mănăstirii, până la Războiul de 100 de Ani, din partea seniorilor din Montfort-l'Amaury, Poissy, Aulnay-sur-Mauldre, Villette, Saulx-Marchais, Élancourt, Auteuil, Mezelan, Binanville și altele.
Regele Ludovic al IX-lea a onorat mănăstirea pe 9 martie 1266. Eleonora de Aquitania, regina Angliei, a locuit acolo pe 16 iulie 1289. Filip cel Frumos a stat acolo împreună cu regina în zilele de 6, 7 și 14 iulie, precum și pe 2 octombrie 1301.
Abația a existat până în anul 1737, când a fost desființată din cauza lipsei resurselor financiare și a numărului redus de călugări.
Din vechea abație medievală nu mai rămân decât două săli subterane din secolul al XII-lea, o parte a bisericii și un hambar care dă spre curtea fermei.
Casa abatelui actuală datează de la sfârșitul secolului al XVII-lea.

## Populația și societatea

### Date demografice
Evoluția numărului de locuitori este cunoscută prin recensămintele populației efectuate în comună începând din 1793. Pentru comunele cu mai puțin de 10 000 de locuitori, un recensământ al întregii populații este realizat la fiecare cinci ani, populațiile legale pentru anii intermediari fiind estimate prin interpolare sau extrapolare.
În 2022, comuna număra 924 locuitori, în scădere cu -3,04 % față de 2016 (Yvelines: +2,72 %, Franța fără Mayotte: +2,11 %).
| An        | 1793 | 1821 | 1841 | 1856 | 1876 | 1886 | 1901 | 1921 | 1936 | 1962 | 1982 | 2006 | 2014 | 2022 |
| --------- | ---- | ---- | ---- | ---- | ---- | ---- | ---- | ---- | ---- | ---- | ---- | ---- | ---- | ---- |
| Populație | 487  | 567  | 486  | 515  | 435  | 441  | 506  | 443  | 551  | 511  | 549  | 693  | 961  | 924  |

## Cultură locală și patrimoniu

### Locuri și monumente
- Biserica Saint-Pierre-et-Saint-Nicolas, în stil romanic târziu, este ceea ce rămâne din vechea Abație din Neauphle-le-Vieux, care datează din secolele al XI-lea, al XII-lea și sfârșitul secolului al XVII-lea.
- Bazine publice de spălat (secolul al XIX-lea), situate pe cursul râului Lieutel, în sat și la Cressay.
- Castelul din Neauphle-le-Vieux (centrul ecvestru des Fauvettes), datând din secolele al XVIII-lea și al XIX-lea.
- Columbarul Saint-Aubin (secolul al XVI-lea).
- O pivniță medievală[37] (probabil din secolul al XII-lea) descoperită întâmplător în 1980, în urma unei alunecări de teren provocate de lucrări de canalizare (rețeaua de canalizare publică). Aceasta este situată aproximativ sub piața Sully, accesul fiind posibil printr-o scară de piatră în domeniul des Fauvettes. Riscurile de prăbușire interzic vizitarea acesteia.

### Personalități
- Patrick Schulmann (1949-2002), regizor de cinema francez, a locuit în Neauphle-le-Vieux.
- Magali de Vendeuil (1926-2009), actriță franceză, este înmormântată în cimitirul comunal.
- Robert Lamoureux (1920-2011), actor, umorist, autor dramatic, regizor, poet, textier și scenarist francez, este înmormântat în cimitirul comunal.